# الشفاء بالثيتا
الشفاء بالثيتا أو الثيتا هيلينغ، هي العلامة التجارية المسجلة لعملية التأمل التي أنشأتها فيانا ستيبال في عام 1995. يدّعي الممارسون أنها تعلم الناس تطوير الحدس الطبيعي، من خلال تغيير دورة الموجة الدماغية إلى موجات ثيتا، بهدف استكشاف كيفية تأثير الطاقة العاطفية على صحة الشخص.
يعتبر الثيتا هيلينغ علمًا زائفًا ودجلًا صحيًا.

## الطريقة
تتم العملية عادةً ضمن جلسات فردية يجلس فيها الممارس مقابل الشخص مباشرةً مستخدمًا أساليب الاستماع والأسئلة الاستقصائية. يمكن إجراء الجلسات عن بعد عبر الهاتف أو عبر الإنترنت باستخدام كاميرا الويب والصوت. تعتمد تقنية الثيتا هيلينغ على النظرية القائلة بأن المعتقدات في عقل الشخص الواعي وغير الواعي تؤثر بشكل مباشر على سلامته العاطفية التي تؤثر بدورها على صحته الجسدية. تُدرَّس تقنية الثيتا هيلينغ لتُستخدَم مع الطب التقليدي.

## الفلسفة
تقول فيانا ستيبال، وهي اختصاصية علاج بالطبيعية أمريكية، إن فلسفة الشفاء بالثيتا هي: «مستويات الوجود السبع». ووفقًا لها، فإن مستويات الوجود هذه تبني إطارًا لإظهار أهمية «خالق كل ما هو موجود»، ويوصف المستوى الأعلى بأنه «مكان الحب المثالي». بالإضافة إلى ذلك، يمكن للجميع ممارسة وتعلم التقنية؛ فهي مفتوحة لأي شخص بغض النظر عن أصله أو دينه. تقول ستيبال إنها «سهلت شفاءها الفوري من السرطان»، وتعتقد أن العلاج بالثيتا يمكن أن يخفف من فيروس نقص المناعة البشرية، وأنه يستطيع جعل الساق المبتورة تنمو مرة أخرى.

## النقد
انتُقِدَت فلسفة الثيتا هيلينغ بسبب طبيعتها الباطنية القائمة على الإيمان، وبسبب النقص الكبير في الأدلة المؤكدة على فعالية هذه الطرق. يعتبر إدزارد إرنست طريقة الثيتا هيلينغ إجرامية وغير مدعومة بأي نوع من الأدلة. أشار مكتب جامعة ماكجيل للعلوم والمجتمع إلى أن أسلوب الثيتا هيلينغ لم يزيد من نشاط الموجة ثيتا، بل فعل العكس تمامًا. إذ ساهم بانخفاض نشاط الموجة ثيتا بشكل عام.
تستخدم تقنية الثيتا هيلينغ علم الحركة التطبيقي، بعد وضع المرضى في حالة تأمل عميق. تعرضت ممارسة علم الحركة التطبيقي لانتقادات شديدة، وأظهرت الدراسات أنها تفتقر إلى القيمة السريرية.
زعمت مبدعة الثيتا هيلينغ، فيانا ستيبال، أنها استخدمت هذه الممارسة لعلاج سرطان عظم الفخذ الخاص بها. لكن زوجها السابق شهد في المحكمة بعدم تشخيص إصابتها بالسرطان، لذلك لم تمتلك شيء ليُعالج. انتُقِدَت تقنية الثيتا هيلينغ على نطاق واسع باعتبارها عملًا يهدف لكسب المال لا للعلاج. للتسجيل في دورة الثيتا هيلينغ التي تعلم الناس أن «المال وهم»، يجب أن تدفع ما مجموعه سبعمائة وخمسين دولارًا. تتضمن دورات الثيتا هيلينغ الأخرى فصولًا تُعلم كيفية «تنشيط 12 سلسلة من الحمض النووي داخل كل مشارك»، على الرغم من دراساتنا العلمية التي لا حصر لها، تُظهر أن الحمض النووي الخاص بنا غير منفصل إلى 12 فرع.
بسبب النقص الشديد في الأدلة، يعتمد ممارسو الثيتا هيلينغ على شهادات مستخدميه لدعم ادعاءاتهم. غالبًا ما يكون الاعتماد على الأدلة القصصية مؤشرًا رئيسيًا لممارسة العلم الكاذب. اختارت مواقع الثيتا هيلينغ الرسمية أو أنشأت شهادات إيجابية، ولكن يمكن لبحث سريع باستخدام جوجل، أن يكشف وجود عدد لا يحصى من الادعاءات الأخرى التي تفيد بأن ممارسي الثيتا هيلينغ هم أنفسهم يموتون أو ماتوا بسبب أمراض مختلفة، مما يثير مزيدًا من التساؤل حول صحة الشهادات الإيجابية.